# هنري وو
هنري وو هو سياسي كندي، ولد في 18 مارس 1929 في كندا، وتوفي في 24 نوفمبر 2014. حزبياً، نشط في الرابطة التقدمية المحافظة في ألبرتا ‏. وقد انتخب عضو الجمعية التشريعية ألبرتا.